# Loki

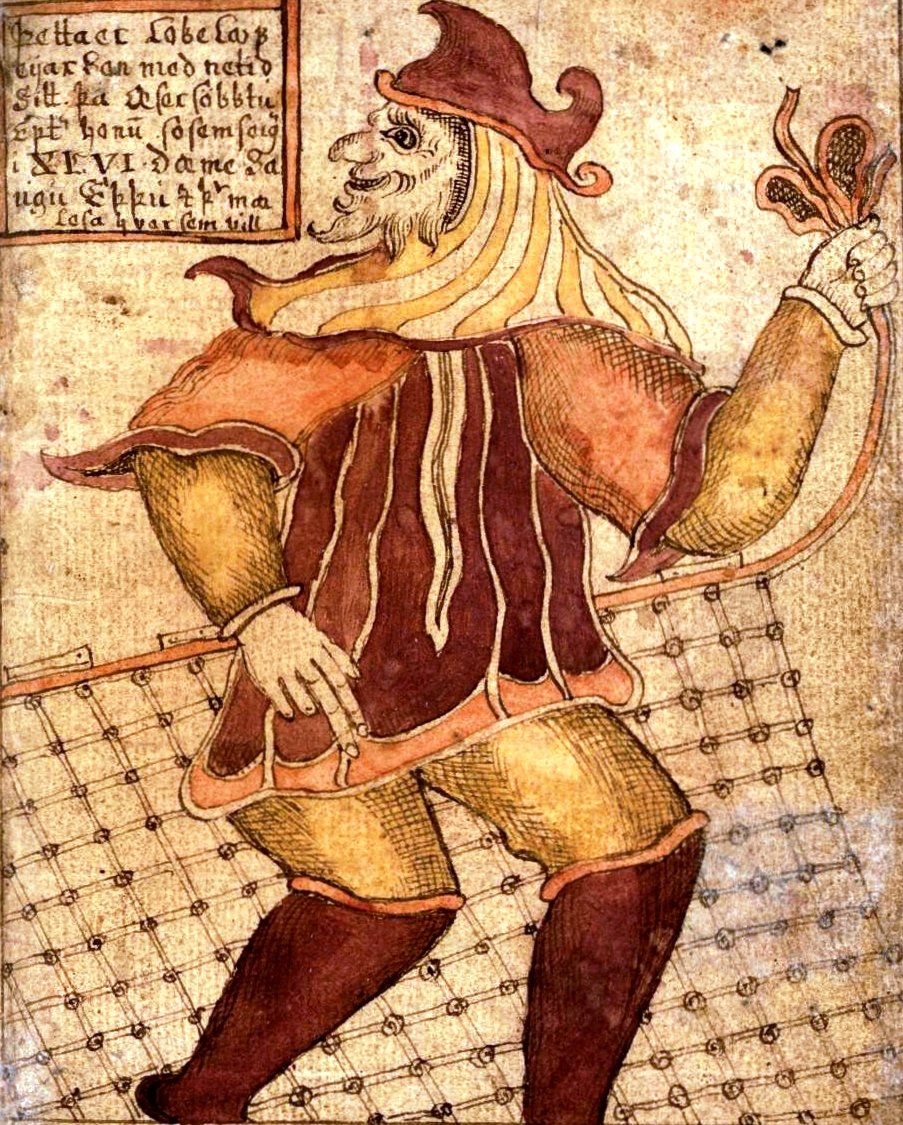
Loki con una sua invenzione: la rete da pesca (manoscritto islandese del XVIII secolo)

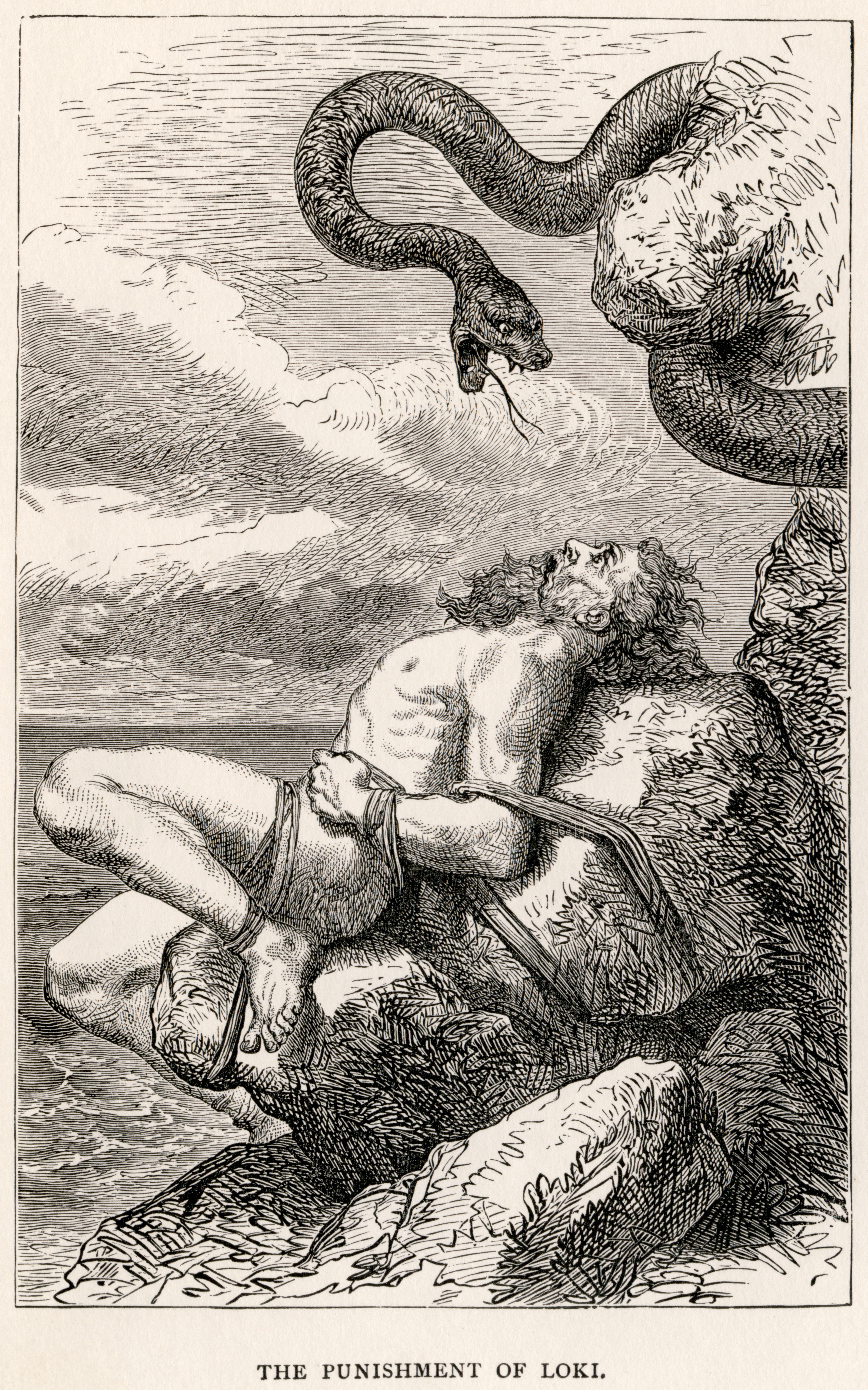
Il castigo di Loki, incisione di Louis Huard, seconda metà del XIX secolo

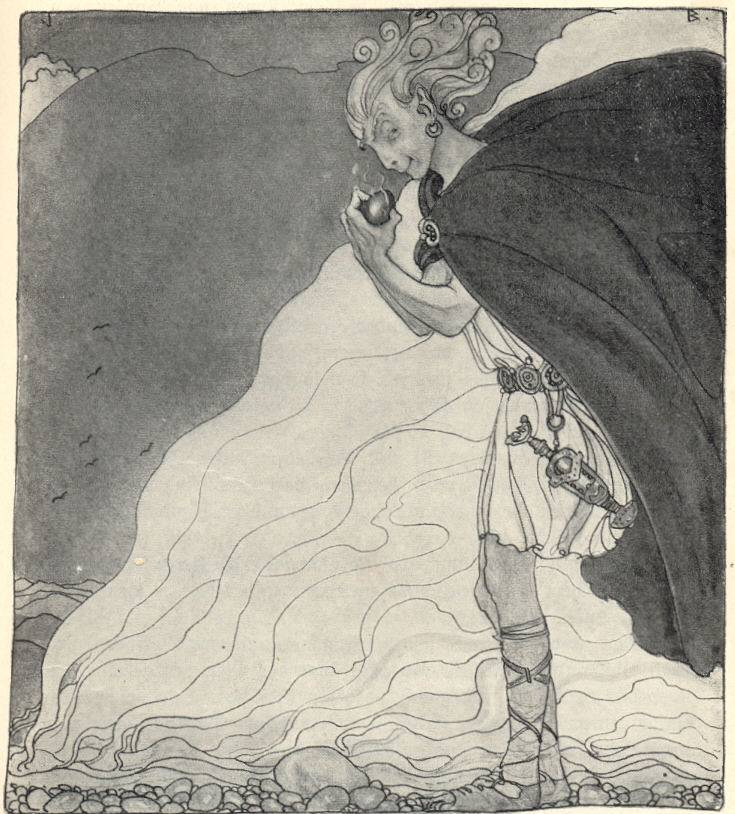
Loki, andando a consumare il cuore di Gullveig. John Bauer, 1911

Loki o Loptr, nella mitologia norrena e nel credo norreno, è il dio dell'astuzia e degli inganni, ingegnoso inventore di tecniche, paragonato ad altre divinità ambigue aventi il ruolo del trickster.
È una figura ambivalente nel pantheon norreno. In alcuni miti è compagno di Odino e Thor (e spesso gli dèi si cavano d'impaccio grazie alla sua grande astuzia), mentre in altri è colui che attenta all'ordine cosmico, ingannatore, attaccabrighe, temibile e camaleontico, a volte maligno. La sua figura, in questo secondo caso, è spesso delineata come un personaggio intento ad architettare inganni e cospirazioni, senza mai agire di persona.

## Loki nei miti

### Sguardo d'insieme
Loki nella mitologia norrena è una figura centrale: risulta tra le divinità più note e citate, e la maggior parte dei miti non avrebbe sviluppo se non vi fosse il suo intervento. Identificato con Lóðurr, farebbe parte della triade divina che crea l'umanità, inoltre è grazie a Loki che gli dei ottengono tutti i loro strumenti più utili e preziosi. Ancora nella Loka Táttur, una ballata Faroese che costituisce un raro esempio di divinità norrene sopravvissute nel folklore locale, Loki è una entità benevola che aiuta gli uomini. Nonostante questo nella Vǫluspá e nella Lokasenna viene descritto come un attaccabrighe.
In effetti Loki è una figura ambigua e liminale, posta al punto di contatto tra la società degli dei e quella delle altre entità mitiche (come giganti e nani), ed è solo attraverso il tramite e l'interconnessione rappresentate da Loki che gli dei ottengono (o riottengono) quelle cose di cui abbisognano; egli per il suo comportamento è un tipico trickster, la cui azione amorale, al di fuori delle regole convenzionali, è comunque necessaria. Gli scrittori cristiani, che ci hanno riportato la maggior parte dei miti norreni dal punto di vista letterario, hanno spesso identificato Loki con il male, omettendo invece la parte benevola delle sue caratteristiche (che invece riemerge nel folklore popolare).
Comunque sia se Loki deve essere identificato con il male, esso rappresenta un male necessario, che serve a ristabilire l'equilibrio cosmico: di volta in volta rappresentato come nemico o alleato degli dei, Loki incarna il male contenuto nella stessa creazione primordiale, un male che per assurdo deve spesso combattere per il bene, per preservarlo fino allo scontro finale stabilito dai fati. Inoltre il male di cui Loki sembrerebbe l'incarnazione viene perlopiù reso meno spiacevole grazie alla buffoneria che lo pervade e ai suoi continui inganni geniali e spesso divertenti.

### Ambiguità di Loki
Loki viene considerato un dio ambiguo per diversi motivi. L'etimo del suo nome viene legato al fuoco ed in particolare alla fiamma (altri studiosi collegano il suo nome all'aria), un elemento ambivalente collegato sia alla civilizzazione, alla casa e alla forgia, sia alla distruzione. Anche se egli appartiene alla schiera degli Asi, vivendo con loro e partecipando alle loro vicende, al tempo stesso è imparentato con i giganti, simboli del caos. Per quanto riguarda i suoi rapporti con gli dei, Loki ha stretto un patto di fratellanza di sangue con Wotan/Odino e in molte occasioni ha aiutato il sovrano degli Asi o il figlio Thor ad affrontare imprese, a superare pericoli ed a ristabilire l'ordine. Inoltre la sua benevolenza viene sottolineata da molti studiosi che affermano che Loki non sarebbe altri che Lóðurr, colui che compare nella triade divina primordiale, creatrice degli uomini da due tronchi d'albero ed in particolare questa divinità donò agli uomini neonati il calore del corpo e il bell'aspetto.

Loki è comunque associato anche ai giganti, simboli di caos e distruzione primordiali, con i quali ha una stretta parentela: è figlio del gigante Fárbauti, anche se la madre risulta essere la dea Laufey (isola di foglie) detta anche Nál (un mito narra la nascita del fuoco, Loki appunto, quale unione del fulmine, Fárbauti, che colpisce le foglie, Laufey, o gli aghi di pino, Nál). Dopo essersi unito con la gigantessa Angrboða, Loki ebbe tre figli, il lupo Fenrir (simbolo di voracità, che divorerà Odino e si scatenerà durante il Crepuscolo degli Dei), il serpente di Miðgarðr, Miðgarðsormr o Jǫrmungandr (alla lettera: "essere infinitamente potente"), il gran serpente che viene scagliato nel mare da Odino e viene costretto a contorcersi eternamente tenendosi la coda tra le fauci (il tempo che scorre inesorabile), che nel Ragnarǫk verrà abbattuto da Thor (che morirà poco dopo a causa del suo veleno) e infine la temibile Hel, dea della morte, che regna sul mondo sotterraneo. 

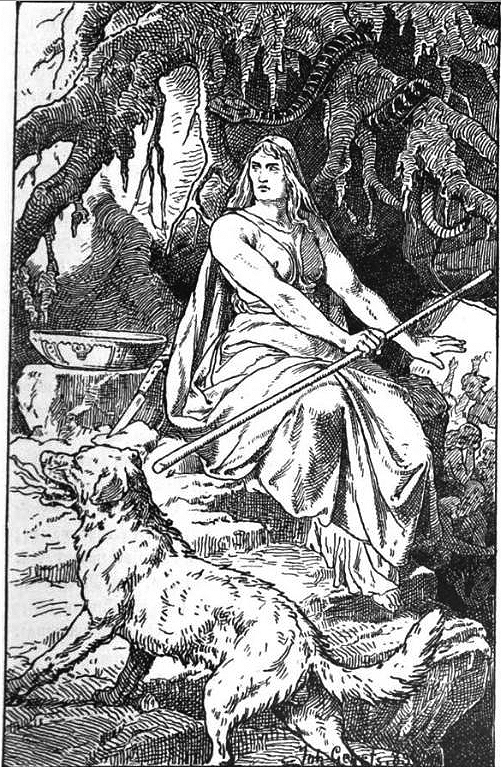
Hel, Jormungandr e Fenrir

In un'altra versione del mito Loki sarebbe la madre dei suoi figli: trovò il cuore di Angrboða arrostito e dopo averlo mangiato, generò i suoi tre figli. 
Unendosi alla dea degli Asi Sigyn, Loki ha generato divinità benevole come Narfi e Váli. Sigyn gli sarà sempre molto devota e lo curerà al momento della sua caduta, tanto da divenire il simbolo della fedeltà coniugale. In più Loki, molte altre volte ha combinato seri guai agli dei (come quando provocò il rapimento di Iðunn, rubò il gioiello di Freya, rasò i capelli alla bella Sif, procurandole poi in compenso una chioma d'oro) e tormentò, sotto forma di moscone, i nani che stavano forgiando il martello di Thor. La malefatta peggiore fu però quando egli provocò la morte di Baldr e ne impedì la resurrezione, perciò gli dei lo punirono legandolo a delle rocce sulla scogliera, con un serpente che faceva colare il suo veleno corrosivo sulla sua faccia.
Loki è ambiguo inoltre proprio per il suo atteggiarsi: spesso si traveste e fa il buffone, viene accusato dagli altri Asi di comportarsi e di giacere come una donna (atteggiamenti tipici delle figure sciamaniche), infatti è a conoscenza della magia del Seiðr (come anche Odino), che comporta per i maschi inverecondia e comportamento effeminato (egli l'adopera per compiere mitiche metamorfosi: mosca, pulce, cavallo, falco, salmone, foca). 
Ad esempio, una volta Loki si trasformò in puledra finendo per rimanere gravido dopo aver avuto un rapporto sessuale con il cavallo Svaðilfœri poiché costretto dagli dei a rimediare ad un suo errore, generando quindi il divino cavallo ad otto zampe Sleipnir, il cavallo di Odino; ciò instilla un dubbio sulla sessualità di questa divinità ma in realtà è un segno del fatto che Loki è disposto a tutto pur di portare a compimento i suoi piani. In quell'occasione infatti, fu costretto dagli dei a trovare una soluzione per rimediare all'idea di far costruire da un fabbro, entro diciotto mesi, le mura che avrebbero difeso gli Asi dai giganti in cambio della dea Freyja come sposa, del disco solare e di quello lunare e loro, non volendo cedere la dea, hanno costretto Loki ad ingegnarsi per trovare una soluzione, così quest'ultimo si trasformerà in puledra in modo da sedurre Svaðilfœri e rallentare i lavori del fabbro.
Alla fine dei tempi Loki riuscirà a liberarsi dal suo supplizio e duellerà fino alla morte con Heimdallr nel corso del Ragnarǫk.
Data questa descrizione è evidente come Loki rientri pienamente nella categoria del trickster così delineata da Lewis Hyde nel suo saggio Trickster Makes the World, che definisce una divinità trickster quella che rappresenta la "paradossale categoria dell'amoralità sacra".
Ed ancora: "Ogni comunità ha i suoi confini, il suo senso del fuori e del dentro, e il trickster è sempre lì alle porte della città o alle porte della vita, facendo in modo che ci sia sempre scambio. Egli presiede anche ai confini attraverso cui i gruppi articolano la loro vita sociale. Distinguiamo costantemente giusto e sbagliato, sacro e profano, pulito e sporco, maschio e femmina, giovane e vecchio, vivente e morto, e ogni volta il trickster varcherà la linea e confonderà le distinzioni. Egli incorpora dunque l'ambiguità e l'ambivalenza, la doppiezza e la duplicità, la contraddizione e il paradosso".

### Significati etimologici
L'etimologia di "Loki" è piuttosto dibattuta. Tale nome è stato talvolta associato al termine norreno "logi" ("fiamma"). In effetti una delle poche rappresentazioni di Loki è quella incisa su una pietra per il focolare ritrovata in Danimarca, una pietra con un foro, che veniva posta a protezione del soffietto che alimenta il fuoco. In relazione a quest'ultimo, vi è lo spirito domestico (Vätte) che abita nei pressi del focolare e che può portare grandi benefici alla casa, ma anche tirare scherzi poco gradevoli.
In alcune parti dell'Edda poetica e dell'Edda in prosa Loki è appellato come Loptr, di probabile derivazione dal norreno 'lopt' ("aria").
Loki ha in comune con l'elemento aria la sua intelligenza intuitiva, la capacità verbale, l'abilità nel procurarsi ogni sorta di metamorfosi e di mezzi magici (ad esempio il dio possiede un paio di scarpe magiche, con cui riesce a camminare sia in aria che sopra l'acqua).
Tuttavia, entrambe le suddette ipotesi di derivazione da "fiamma" e "aria" sono sostenute da un base linguistica meno solida rispetto alla ipotesi di derivazione da "ragno", che viene definito proprio locke in molte lingue e dialetti nordici. Le varianti scandinave del nome (come il faroese Lokki, il danese Lokkemand, il norvegese Loke e Lokke, lo svedese Luki e Luku) indicano un'origine nella radice germanica *luk-, che denotava oggetti a che fare con gli anelli (come nodi, ganci, stanze chiuse e serrature). 
Analogamente, lo svedese lockanät e il faroese lokkanet significano 'ragnatela', letteralmente 'rete di Loki' e il faroese lokki~grindalokki~grindalokkur, 'papà-gambelunghe' che si riferisce sia a mosca ragno che a mietitore, così come lo svedese moderno lockespindlar significa 'Loki-ragno'.
Alcune tradizioni svedesi orientali che si riferiscono alla stessa figura usano forme in n- come Nokk(e), ma in relazione all'etimologia *luk-, poiché tali dialetti usavano costantemente una radice diversa, germanica *hnuk-, in contesti in cui le varietà occidentali usavano *luk-: "nokke corrisponde a nøkkel" ("chiave" nello scandinavo orientale) "come loki~lokke a lykil" ("chiave" nello scandinavo occidentale).
Alcuni studiosi hanno ritrovato quindi che l'etimo del nome di Loki si rifaccia al termine annodare che è adatto sia alla creazione della rete da pesca, che all'annodare i peli del bestiame o il filo da cucito, come scherzo fatto dallo spirito domestico Vätte.
Condivide con il ragno una funzione creatrice, ma anche malefica, che si rivela nel mito di Loki che costruisce una rete da pesca, simile a una ragnatela. Viene definito dal poeta cristiano Snorri Sturlusson "fabbro di mali", perché applica i suoi poteri solo in modo dannoso e distorto. È insomma una sorta di mago che "perverte" le energie del cosmo conservate da Asi e Vani.

## Nei poemi

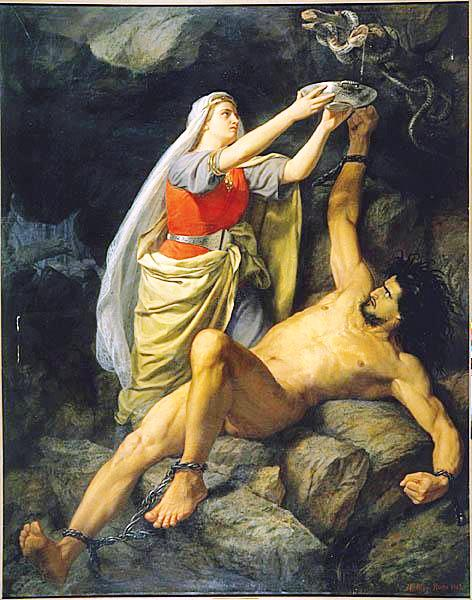
Loki e Sigyn in un dipinto di Mårten Eskil Winge

Loki è la figura centrale del poema chiamato Lokasenna, che fa parte dell'Edda poetica. In questa opera gli dèi tengono una festa a casa di Barley ("malto"). Loki, dapprima invitato alla festa viene scacciato per i suoi modi fastidiosi. Rientrato in un secondo momento nelle sale del banchetto, si scontra in un serrato scambio di insulti con tutti gli dèi presenti, ai quali vengono rinfacciati i propri vizi dal dio ingannatore.
Ultimo scontro è tra il dio Loki e il dio Thor, il quale prevale con la forza bruta, mettendolo in fuga.
Raggiunto dagli Æsir, Loki viene giudicato per la morte di Baldr, e lo conducono in una grotta del Niflheimr; qui trasformano suo figlio Váli in lupo e lo spingono a divorare il fratello Narfi e con le budella di quest'ultimo incatenano Loki a tre pietre appuntite. Un serpente sospeso al di sopra della sua testa cola veleno sopra il suo volto: se Sigyn (sua moglie, il cui nome significa fedele) non raccogliesse le gocce in un bacile, il veleno gli brucerebbe la faccia. Perciò quando il bacile è pieno e Sigyn si allontana per svuotarlo, il liquido di fuoco velenoso fa urlare e scattare Loki, i cui sussulti violenti producono terremoti; questa parte della Lokasenna, relativa alla cattura e punizione di Loki, viene però considerata da diversi studiosi come un'aggiunta posteriore.
Nella Loka Táttur al contrario troviamo che Loki è una divinità benevola che con la sua solita astuzia aiuta il figlio di un contadino a salvarsi dalle grinfie di un potente gigante di nome Skrýmir. Inoltre la Loka Táttur riconfermerebbe l'identificazione di Loki con Lóðurr, quale terzo membro di una triade divina benevola.
I miti riguardanti Loki presentano notevoli affinità con quelli riguardanti Prometeo, benefattore dell'umanità a discapito degli dèi e perciò punito in modo simile a Loki, queste affinità sono state sottolineate da diversi studiosi.

## Loki nella cultura di massa

### Letteratura
- Loki è uno degli antagonisti del romanzo di Neil Gaiman American Gods, e compare anche nel romanzo dello stesso autore Odd e il gigante di ghiaccio.
- Loki è l'antagonista principale della serie di romanzi di Rick Riordan Magnus Chase e gli Dei di Asgard.
- Loki compare come personaggio primario nella serie di romanzi di Joanne Harris Runemarks, Runelight e The Gospel of Loki.

### Fumetti
- La Marvel Comics si è ispirata alla figura mitologica per ideare l'omonimo personaggio a fumetti.
- Nel manga di Record of Ragnarok, Loki è uno degli dei che partecipano al torneo del Ragnarok, combattendo contro Simo Häyhä.
- Nel manga One Piece è presente il personaggio di Loki, principe di Erbaf appartentente alla razza dei giganti.

### Cinema
- Nel film The Mask 2 del 2005, Loki è interpretato dall'attore Alan Cumming.
- Nel film Almighty Thor del 2011, prodotto dalla Direct-to-video, il dio dell'Inganno è interpretato da Richard Grieco.
- Nei film appartenenti al franchise del Marvel Cinematic Universe il personaggio della Marvel Comics Loki, ispirato all'omonima divinità, è interpretato dall'attore Tom Hiddleston.
- Nel film Il rituale del 2017, distribuito da Netflix, collegato al mostro della foresta.
- Compare come antagonista nell'anime I Cavalieri dello zodiaco - Saint Seiya: Soul of Gold.
- Nell'anime Code Geass; Rozè of the Recapture, i Knightmare Frame creati dal principale antagonista della serie, Norland Von Lunenbelg, per sterminare l'umanita, prendono il nome da Loki. Essi sono robot con una forma simile a quella di una stella marina, che prendono di mira ogni essere umano incontrino, risucchiandoli verso l'alto in un'elica posizionata in basso al centro che li trita a morte e poi ne sputa i resti in una nebbia di sangue.

### Televisione
- Il personaggio di Loki appare nel 1998 in due episodi della 5ª serie di Hercules, interpretato da Ian Hughes.
- Viene menzionato (il "Trickster") nell'episodio 5x19 e compare nell'episodio 13x20 della serie TV Supernatural, interpretato dall'attore Richard Speight Jr.
- Nell'episodio 17 dal titolo "Colpi di martello" della serie Power Rangers Operation Overdrive, Loki è interpretato da Adam Gardiner.
- Dal 2021 è l'eponimo della serie televisiva Loki, nella quale il protagonista è interpretato da Tom Hiddleston.
- Il personaggio appare nella serie tv Ragnarok, dove un ragazzo scopre di essere la sua reincarnazione, interpretato da Jonas Strand Gravli.

### Videogiochi
- Nel videogioco God of War di SIE Santa Monica Studio sul finale viene rivelato che Loki è il nome che la madre di Atreus voleva dare a suo figlio, ma poi è stato optato per il nome voluto dal padre Kratos. Tuttavia presso i giganti dello Jǫtunheimr Atreus sarà conosciuto come Loki.
- Nel videogioco Persona 5, capitolo della serie Megami Tensei sviluppata da Atlus, Loki è il vero Persona dell'antagonista Goro Akechi, capace di causare crolli mentali e fare perdere la coscienza all'obiettivo. Come la divinità norrena tradisce gli dèi, Akechi tradisce i Ladri Fantasma architettando l'arresto di Joker.
- Nel gioco per dispositivi mobile Fire Emblem Heroes, nel secondo libro della storia uno degli antagonisti principali, nonché servo di Surtr, ha il nome di Loki. Nel gioco è rappresentato come una donna alla quale piace assumere l'aspetto di altre persone. È un'unità di classe guaritore, possiede anche un'arma leggendaria, il bastone Thökk.
- Nel MOBA Smite di Hi-Rez Studios Loki è uno dei personaggi giocabili.
- Nel gioco per dispositivi mobili Dragon Mania Legends, Loki è un drago che cammina a quattro zampe. Possiede dei lunghi capelli rossi e delle corna quasi dorate. Ha degli occhi verdi e, il suo corpo è rivestito da una specie di tunica verde e la sua coda è verde e bianca con delle parti in arancione. È uno dei draghi apparsi di recente nel gioco e attualmente non è disponibile.
- Loki è un boss affrontabile in The Binding of Isaac